# Bouke Benenga
Bouke Benenga (* 27. März 1888 in Rotterdam; † 4. Januar 1968 ebenda) war ein niederländischer Schwimmer und Wasserballspieler.

## Karriere
Benenga nahm 1908 an den Olympischen Spielen teil. In London schied er über 100 m Freistil im Vorlauf aus. Gemeinsam mit der Wasserballnationalmannschaft der Niederlande erreichte er den vierten Rang.
Sein Bruder Lambertus Benenga nahm ebenfalls an den Olympischen Spielen 1908 teil.